# Primátorský ostrov

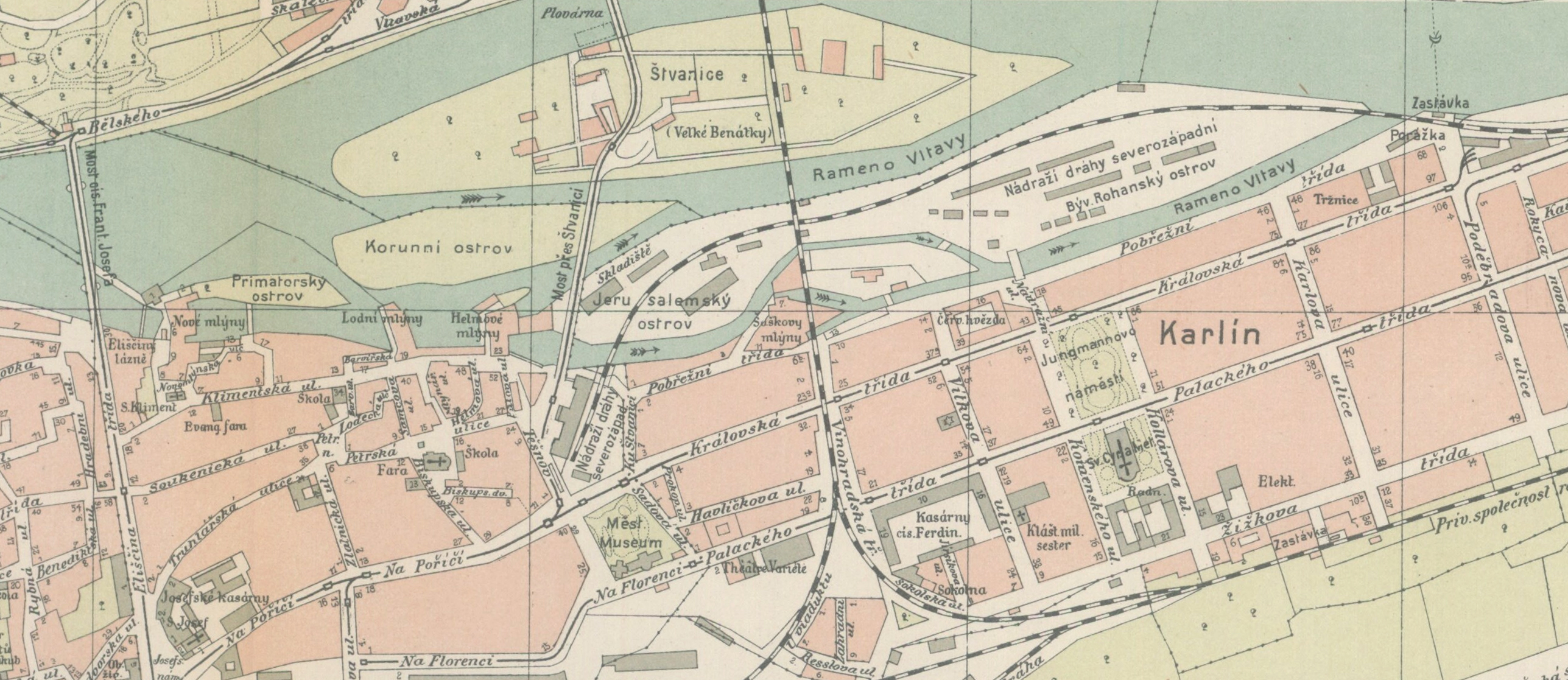
Vltava u Karlína kolem roku 1910

Primátorský ostrov, zvaný též Primátorský novoměstský nebo Novomlýnský, je někdejší pražský vltavský ostrov, dnes část Nového Města.
Byl součástí majetku Nového Města a byl propůjčován novoměstským primátorům. Nad kanálem mezi ostrovem a pobřežím byly Nové mlýny. Nacházel se při pobřeží mezi dnešními ulicemi Nové mlýny a Lodní mlýny. V letech 1908–1912 byl spojen s nábřežím a později zastavěn.